# Ron Stitfall
Ronald Frederick Stitfall (Cardiff, 14 dicembre 1925 – Cardiff, 22 giugno 2008) è stato un calciatore gallese, di ruolo difensore.

## Carriera

### Club
Durante la sua carriera, dal 1947 al 1963, ha giocato solo con la maglia del Cardiff City, ottenendo 402 presenze e segnando 2 gol.

### Nazionale
Ha rappresentando in due occasioni la nazionale gallese, nel 1952 e nel 1957.

## Statistiche

### Cronologia presenze e reti in Nazionale
| Cronologia completa delle presenze e delle reti in nazionale ― Galles | Cronologia completa delle presenze e delle reti in nazionale ― Galles | Cronologia completa delle presenze e delle reti in nazionale ― Galles | Cronologia completa delle presenze e delle reti in nazionale ― Galles | Cronologia completa delle presenze e delle reti in nazionale ― Galles | Cronologia completa delle presenze e delle reti in nazionale ― Galles | Cronologia completa delle presenze e delle reti in nazionale ― Galles | Cronologia completa delle presenze e delle reti in nazionale ― Galles |
| Data                                                                  | Città                                                                 | In casa                                                               | Risultato                                                             | Ospiti                                                                | Competizione                                                          | Reti                                                                  | Note                                                                  |
| --------------------------------------------------------------------- | --------------------------------------------------------------------- | --------------------------------------------------------------------- | --------------------------------------------------------------------- | --------------------------------------------------------------------- | --------------------------------------------------------------------- | --------------------------------------------------------------------- | --------------------------------------------------------------------- |
| 12-11-1952                                                            | Wembley                                                               | Inghilterra                                                           | 5 – 2                                                                 | Galles                                                                | Torneo Interbritannico 1953                                           | -                                                                     |                                                                       |
| 1-5-1957                                                              | Cardiff                                                               | Galles                                                                | 1 – 0                                                                 | Cecoslovacchia                                                        | Qual. Mondiali 1958                                                   | -                                                                     |                                                                       |
| Totale                                                                |                                                                       | Presenze                                                              | 2                                                                     |                                                                       | Reti                                                                  | 0                                                                     |                                                                       |

## Palmarès
- Coppa del Galles: 2

Cardiff City: 1955-1956, 1958-1959